# Kloster Preallo
Das Kloster Preallo (Santa Maria di Preallo, heute Porale, auf provenzalisch: Bric du Puà) war eine Zisterzienserabtei im heutigen Ligurien, Italien. Es lag in Ronco Scrivia, zwischen den Flüssen Scrivia und Lemme in der heutigen Metropolitanstadt Genua, nahe der Grenze zu Piemont (Gemeinde Arquata Scrivia), auf 835 m Meereshöhe (Monte Porale).

## Geschichte
Das Kloster wurde 1153 von Eremiten, die der Regel des hl. Augustinus folgten, gegründet und schloss sich wohl 1237 dem Zisterzienserorden an. Zugleich wurde es dem Kloster Rivalta Scrivia als Mutterkloster unterstellt. Damit gehörte es der Filiation der Primarabtei La Fertè an. 1401 wird als Abt Manfredo genannt. Im 14. Jahrhundert fiel das Kloster in Kommende und 1481 war die Gemeinschaft ausgelöscht. In diesem Jahr ging der Abtstitel auf das Regularkanonikerpriorat St. Theodor in Genua über.

## Anlage und Bauten
Von der Klosteranlage hat sich nur eine Kapelle auf dem Monte Porale erhalten.